# Auferstehungskirche (München)

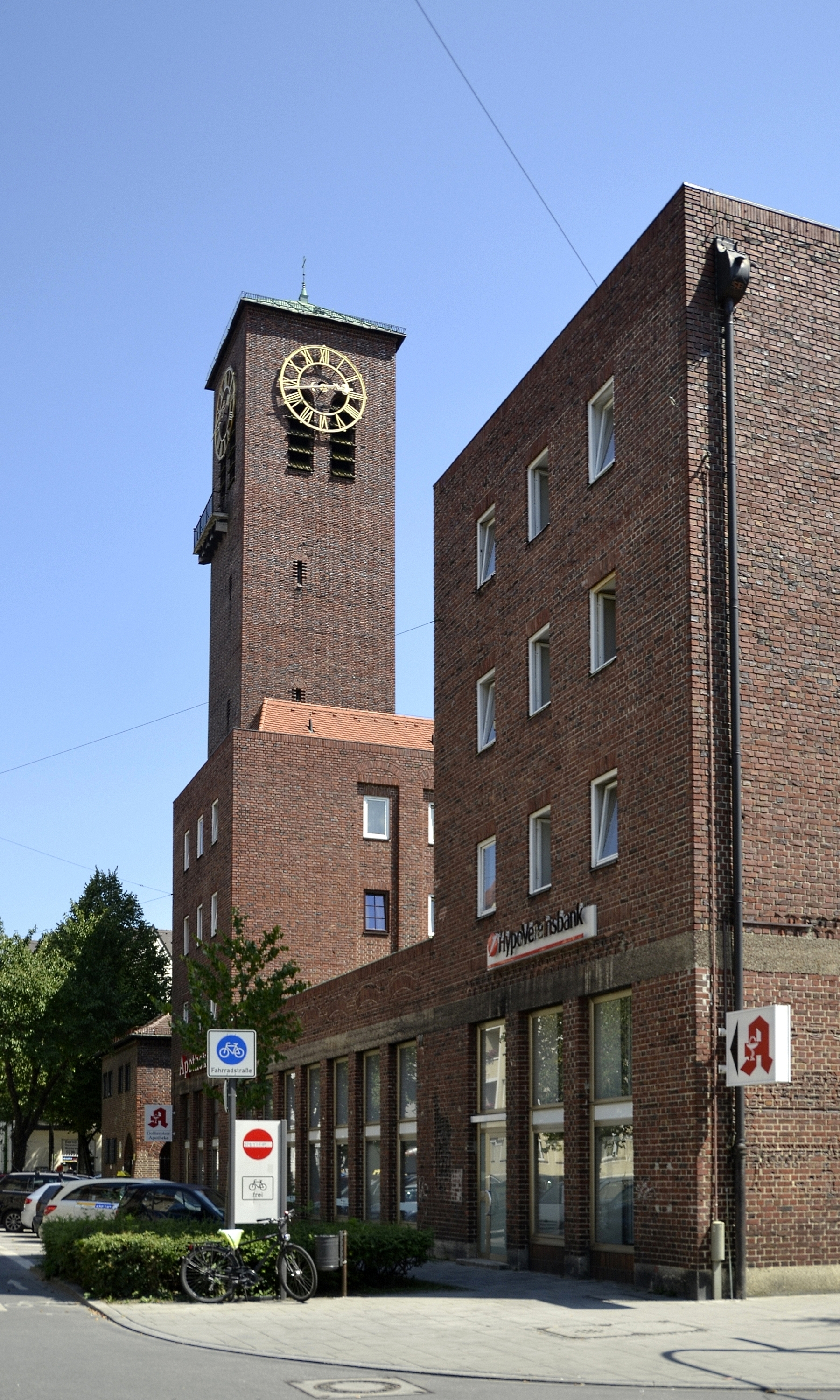
Auferstehungskirche in München-Schwanthalerhöhe

Die Auferstehungskirche in München ist eine der größten evangelischen Kirchen Münchens. Sie liegt im Stadtteil Schwanthalerhöhe, der nach dem Ersten Weltkrieg zahlreiche Zuzüge evangelischer Bürger erfuhr. Dies machte einen Neubau mit 800 Plätzen erforderlich, der von German Bestelmeyer ausgeführt und 1931 eingeweiht wurde.
Die Auferstehungskirche ist Heimat der evangelisch-lutherischen Gemeinde im Münchner Westend.
In den 1980er Jahren feierte dort auch die griechisch-orthodoxe Gemeinde Münchens ihre Gottesdienste. Um die Jahrtausendwende war eine Pfingstgemeinde aus Togo Gast in der Auferstehungskirche.
Zum 25. Evangelischen Kirchentag 1993 beherbergte die Auferstehungskirche die Veranstaltungen zu Sekten und Weltanschauungsfragen.
Seit einigen Jahren läuft das Projekt „Vision 25“, das das Pfarrzentrum zu einem charismatischen kirchlich-diakonischen, multikulturellen, stadtteilorientierten Kraftort für die unterschiedlichen Menschen und Communities im Münchner Westend umbauen soll.

## Kunst
Das Abendmahl Fresko im Chorraum stammt von Fritz Erler.

## Orgel

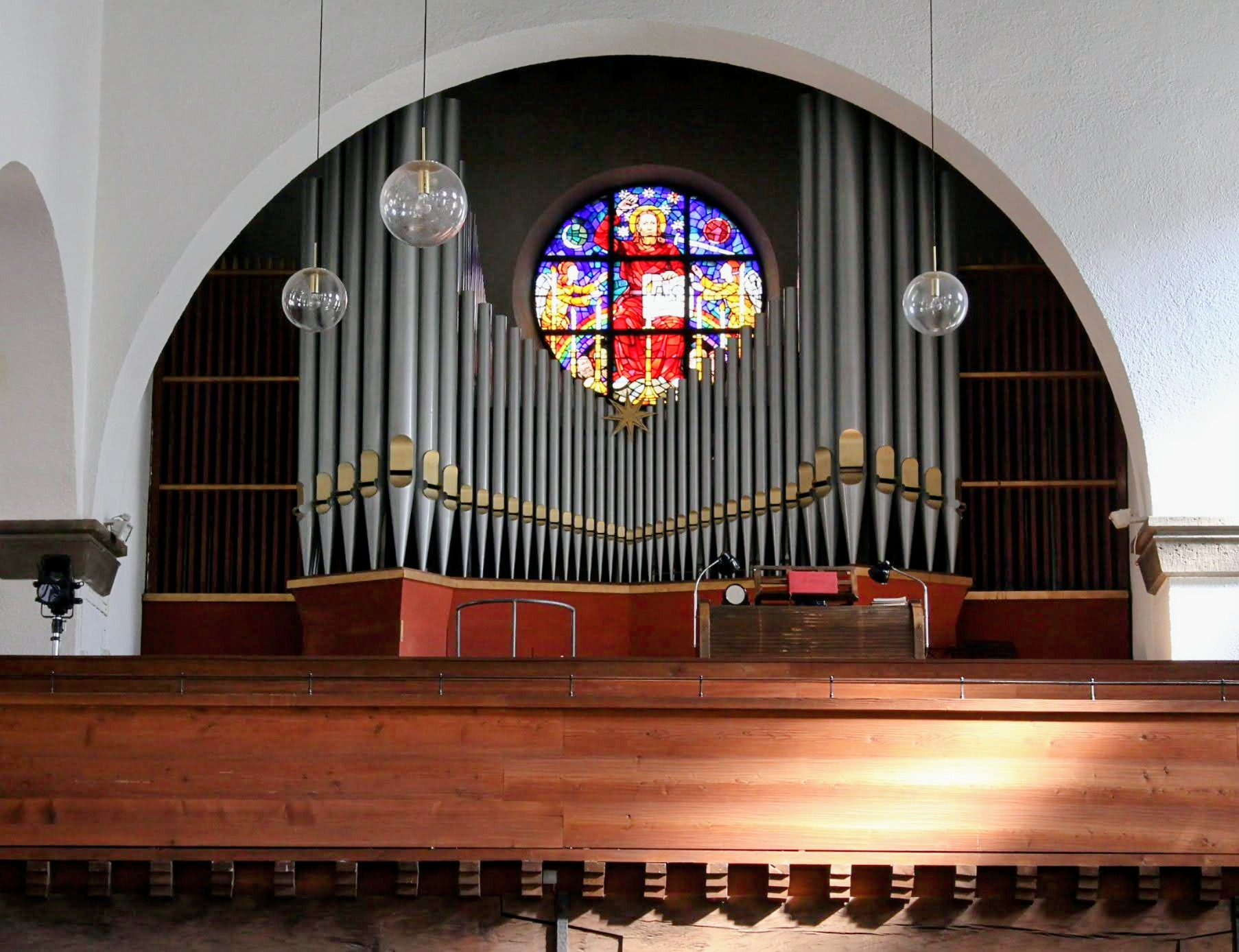
Orgel

Die Orgel wurde 1931 von der Firma E. F. Walcker & Cie. als Opus 2311 gebaut. Sie hat 42 Register auf drei Manualen und Pedal. Die Trakturen sind elektropneumatisch ausgeführt. Das Instrument ist ein bedeutendes Denkmal an der Schwelle von der Spätromantik zur Orgelbewegung und verkörpert den Typ einer sogenannten Kompromissorgel: Die Orientierung hin zu den wiederentdeckten Klängen der Barockorgel ist an den entsprechenden Flöten-, Aliquot- und Mixturregistern ist ebenso erkennbar wie die Merkmale der spätromantischen Orgel einschließlich einer grundtönigen, tragfähigen Intonation. Das Instrument entkam glücklicherweise einer Kriegszerstörung und größeren Umbauten, war jedoch in den 1980er Jahren in einem schlechten Zustand. Nach einer Restaurierung im Jahr 1988 durch Georg Jann befindet sich die Orgel wieder im Originalzustand. Sie hat folgende Disposition:
| I. Manual C–a3 |       |
| Prinzipal      | 8′    |
| Hohlflöte      | 8′    |
| Gambe          | 8′    |
| Quintatön      | 8′    |
| Oktav          | 4′    |
| Blockflöte     | 4′    |
| Oktav          | 2′    |
| Kornett III-V  | 2 ⁄3′ |
| Mixtur IV      | 2’    |
| Trompete       | 8′    |

| II. Manual C–a3 |       |
| Rohrflöte       | 8′    |
| Prinzipal       | 8′    |
| Gemshorn        | 8′    |
| Schweizerpfeife | 8′    |
| Prästant        | 4′    |
| Nachthorn       | 4′    |
| Sifflöte        | 2′    |
| Sesquialtera II |       |
| Scharff IV      | 1 ⁄3′ |
| Zymbel II       | 1⁄6′  |
| Clarinette      | 8'    |
| Tremulant       |       |

| III. Manual C–a3 |          |
| Bourdon          | 16′      |
| Flötenprinzipal  | 8′       |
| Aeoline          | 8′       |
| Vox celestis     | 8′       |
| Violflöte        | 8′       |
| Liebl. Gedeckt   | 8′       |
| Prinzipal        | 4′       |
| Spitzflöte       | 4′       |
| Flachflöte       | 2′       |
| Quinte           | 1 ⁄3′    |
| Oktävlein        | 1′       |
| Larigot II       | 1 ⁄3′+1′ |
| Mixtur V         | 2 ⁄3′    |
| Oboe             | 8′       |
| Tremulant        |          |

| Pedal C–f1          |       |
| Violonbaß           | 16′   |
| Subbaß              | 16′   |
| Bourdon (TM)        | 16′   |
| Oktavbass           | 8′    |
| Gambe (TM)          | 8′    |
| Liebl. Gedeckt (TM) | 8′    |
| Prinzipal           | 4′    |
| Oktav               | 2′    |
| Rauschpfeife V      | 2 ⁄3′ |
| Posaune             | 16′   |
| Trompete (TM)       | 8′    |
| Oboe (TM)           | 8′    |

- Koppeln: III/I, II/I, III/II, I/P, II/P, III/P; Sub- und Superkoppeln;

- Nebenregister und Spielhilfen: 2 freie Kombinationen, Tutti, Walze, Zungen Ab

- Anmerkungen:

1. ↑  zwischenzeitlich verändert zu Waldflöte 2' (1988 rückgängig gemacht)
2. ↑  im Schwellkasten; 7 Register bis a4 ausgebaut
3. ↑  im Schwellkasten; 9 Register bis a4 ausgebaut
4. ↑  Kollektivzug aus Quinte u. Oktävlein
5. ↑  zieht Oktav 2' mit

## Glocken
Im Turm hängen fünf Glocken: des1–es1–f1–as1–b1. Die drittgrößte Glocke (f1) von 1931 stammt als einzig erhaltene aus dem fünfstimmigen Vorgängergeläut (des1–es1–f1–as1–b1), das von der Glockengießerei Schilling in Apolda gegossen wurde. 1953 goss Friedrich Wilhelm Schilling die beiden kleineren Glocken (as1 und b1) hinzu. Die große Glocke (des1) stammt aus der Werkstatt des Karl Czudnochowsky und wurde 1959 gegossen; die fehlende es1-Glocke wurde erst 2021 durch die Gießerei Bachert ergänzt. Das Geläut hing bis dahin an tief gekröpften Stahljochen im Stahlglockenstuhl und befand sich insgesamt in einem schlechten Zustand. Mit dem Guss der es1-Glocke wurden Joche und Glockenstuhl durch Holz ersetzt und die Aufhängung der Glocken optimiert.
Jeden Freitag um 15 Uhr läutet die große Glocke zum Gedächtnis an die Todesstunde Christi. Das Vollgeläut erklingt zum Einläuten des Sonntags am Samstag um 15 Uhr und vor dem Sonntagsgottesdienst.

## Bilder

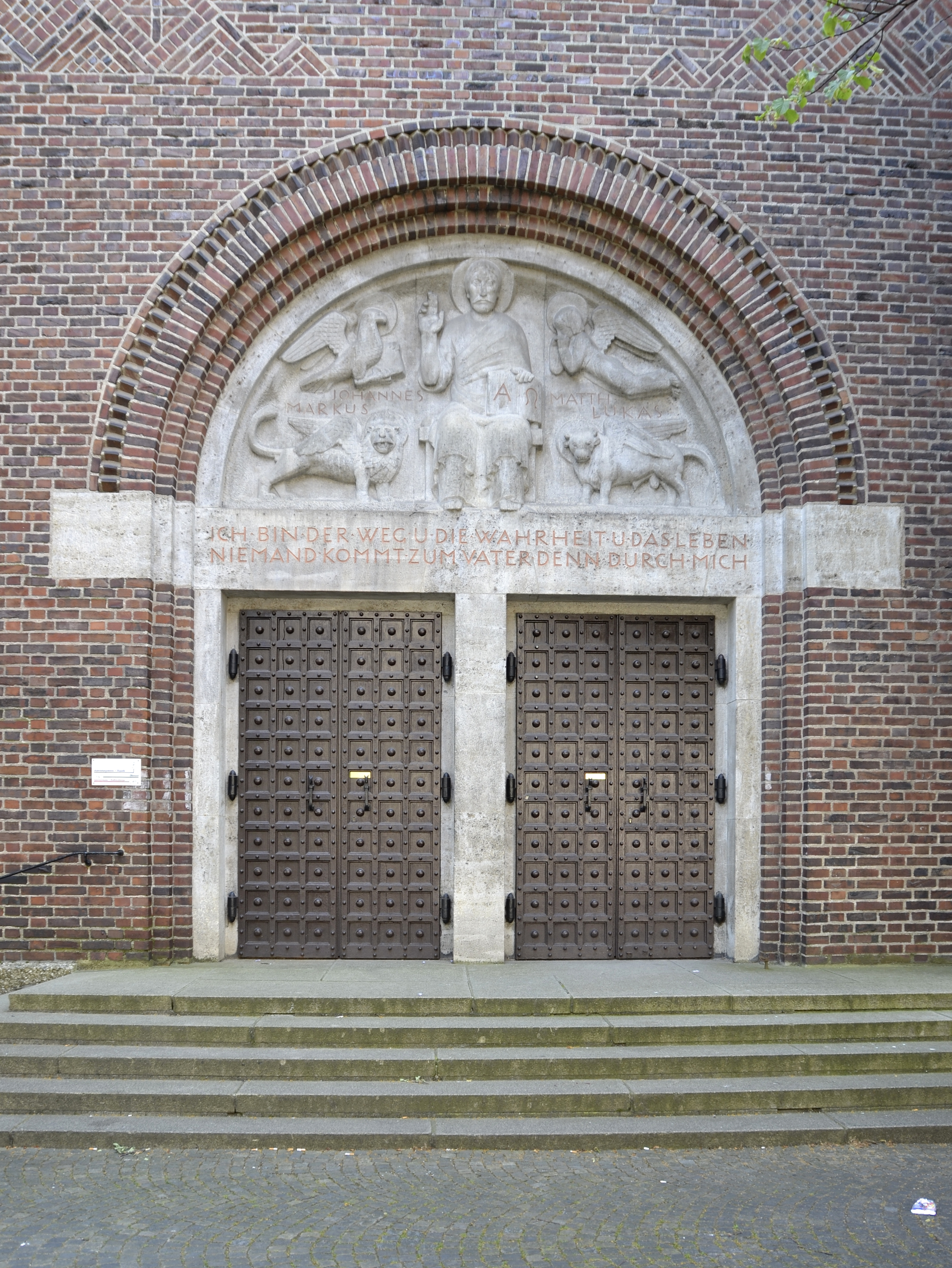
Eingangsportal
Innenansicht
Orgel und Empore
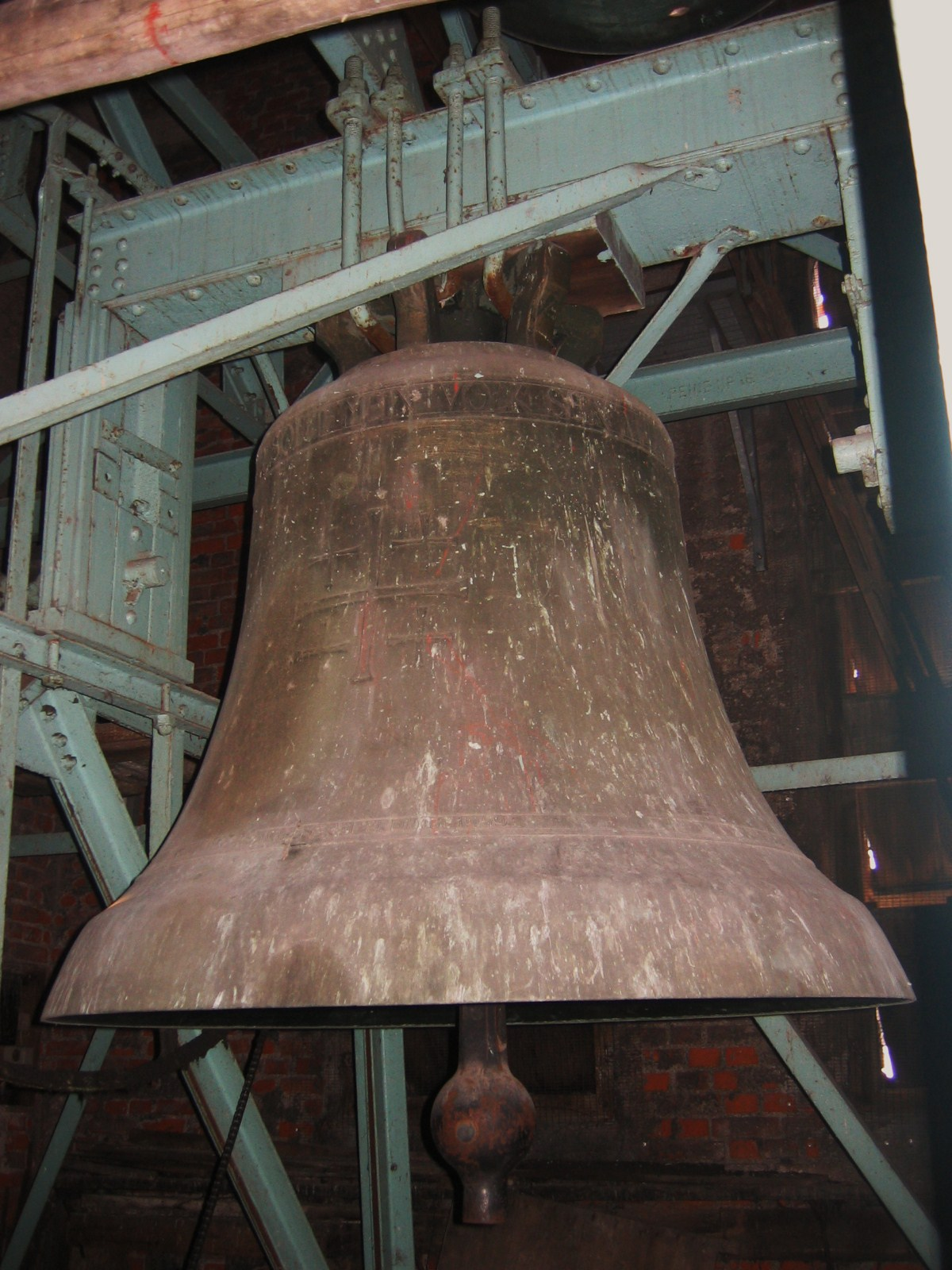
Große Glocke
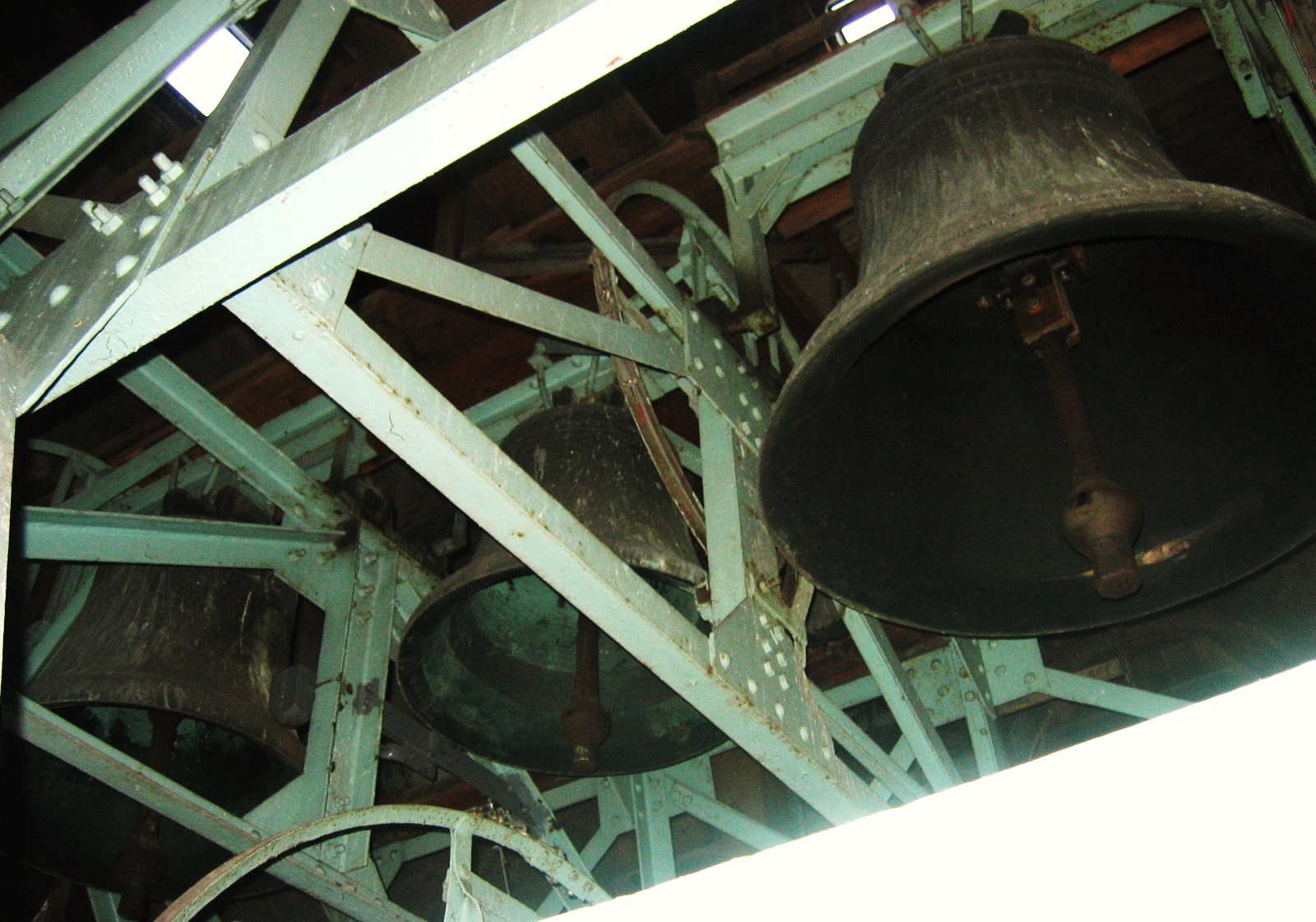
Glockenstuhl mit den Glocken 3, 4 und 2 (v. l. n. r.)